# Danae testacea
Danae testacea is een keversoort uit de familie van de zwamkevers (Endomychidae). De wetenschappelijke naam werd in 1845 gepubliceerd door Ziegler.